# 托尔普 (索恩-卢瓦尔省)
托尔普（法語：Torpes，法語發音：[tɔʁp]）是法国索恩-卢瓦尔省的一个市镇，属于卢昂区。

## 地理
托尔普（46°50'30"N, 5°20'18"E）面积15.7 平方千米，位于法国勃艮第-弗朗什-孔泰大區索恩-卢瓦尔省，该省份为法国中部省份，北起顺时针与科多尔省、汝拉省、安省、罗讷省、卢瓦尔省、阿列省和涅夫勒省接壤。
与托尔普接壤的市镇（或旧市镇、城区）包括：欧蒂姆、沙佩勒沃朗、贝勒韦夫尔、拉沙佩勒圣索沃尔、蒙热、布雷斯地区穆捷。

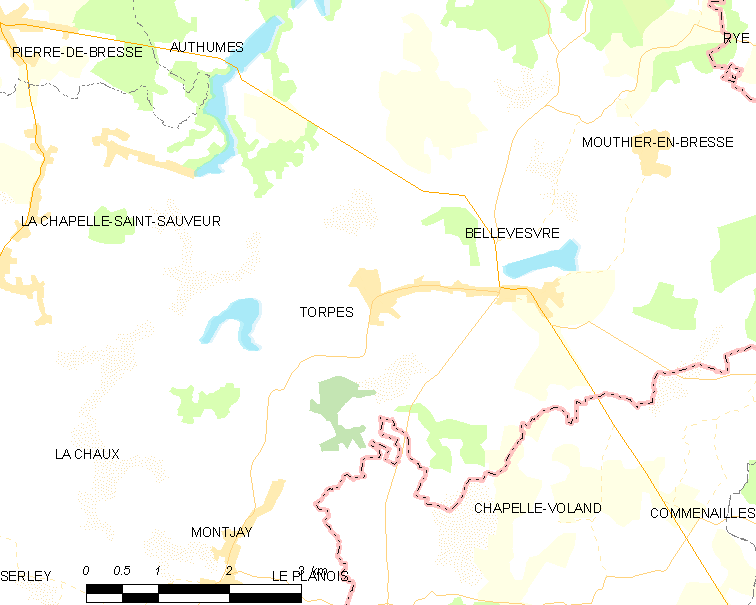
的OSM定位图

托尔普的时区为UTC+01:00、UTC+02:00（夏令时）。

## 行政
托尔普的邮政编码为71270，INSEE市镇编码为71541。

## 政治
托尔普所属的省级选区为皮埃尔德布雷斯县。

## 人口

1962-2008年间人口变化图示

托尔普于2022年1月1日时的人口数量为376人。